# Superior-geral da Companhia de Jesus
O Superior-Geral da Companhia de Jesus é um religioso eleito pela Congregação Geral para governar toda a Ordem dos Jesuítas em caráter vitalício, conforme as Constituições da Companhia. O Padre Geral, como é comumente conhecido, reside na Cúria Generalícia em Roma. 
O Prepósito-Geral dos jesuítas é por vezes alcunhado de Papa Negro, dado o seu poder e sua batina negra.
Apesar do cargo ser vitalício, o Papa pode acolher a renúncia do Superior-Geral, como foi o caso de Pedro Arrupe, afetado por um derrame em 1981 e que foi substituído em 1983. 

## Congregação Geral da Ordem em 2008
O Prepósito-Geral, Peter Hans Kolvenbach que tinha sido eleito a 13 de setembro de 1983 e completou 80 anos em 2008, pediu permissão ao Papa Bento XVI para apresentar renúncia na Congregação Geral da Ordem em 2008, que foi aceite em 14 de janeiro.
A 35.ª congregação geral teve início no dia 5 de Janeiro de 2008 e decorreu na Cúria Geral de Roma, em Itália. 
Foi eleito como novo líder religioso Adolfo Nicolás, no dia 18 de janeiro pelos 218 delegados com direito a voto, após quatro dias de oração. O voto foi pela primeira vez electrónico.
O novo prepósito-geral foi eleito vitaliciamente, em respeito pela constituições dos jesuítas. Tal significa que só voltará a haver uma nova eleição em caso de falecimento, doença grave ou em caso de desistência devidamente justificada.

## Congregação Geral da Ordem em 2016
A Companhia de Jesus realizou, a partir de 3 de outubro de 2016, na Cúria Geral, em Roma, a 36.ª Congregação Geral para eleger um novo responsável mundial, após a renúncia do padre Adolfo Nicolás.
Neste encontro participaram 215 jesuítas de 62 países, responsáveis pela eleição de um novo superior-geral, que acontece por «uma maioria simples de 50%». Após a eleição, é comunicado ao Papa o nome do novo responsável mundial da Companhia de Jesus e, só posteriormente, é que o nome é anunciado publicamente.
Na eleição, os 215 jesuítas podem pedir informações sobre em quem pensam votar, o que fazem de forma confidencial e falando baixinho. Estão proibidos os elogios ou as críticas particulares por serem considerados campanha eleitoral. E quem obtiver no mínimo 108 votos (50% mais um) será o novo secretário-geral.
Os padres José Frazão Correia (Provincial dos jesuítas em Portugal desde 2014) e Miguel Almeida (preside ao Centro Académico de Braga) foram os representantes portugueses.
O padre Arturo Sosa, da Venezuela, foi eleito novo superior-geral da Companhia de Jesus em 14 de outubro de 2016. Sosa trabalhava em Roma, como membro do conselho do anterior superior-geral, e é doutorado em Ciências Políticas; nasceu a 12 de novembro de 1948, em Caracas.

## Lista dos superiores gerais da Companhia de Jesus
| #                     | Nome                   | Período         | Notas                                                                      |
| --------------------- | ---------------------- | --------------- | -------------------------------------------------------------------------- |
| 1.º                   | Inácio de Loyola       | 1541–1556       |                                                                            |
| 2.º                   | Diego Laynez           | 1558–1565       |                                                                            |
| 3.º                   | Francisco de Borja     | 1565–1572       |                                                                            |
| 4.º                   | Everard Mercurian      | 1573–1580       |                                                                            |
| 5.º                   | Claudio Acquaviva      | 1581–1615       |                                                                            |
| 6.º                   | Muzio Vitelleschi      | 1615–1645       |                                                                            |
| 7.º                   | Vincenzo Carafa        | 1646–1649       |                                                                            |
| 8.º                   | Francesco Piccolomini  | 1649–1651       |                                                                            |
| 9.º                   | Luigi Gottifredi       | 1652            | 21 de janeiro a 12 de março                                                |
| 10.º                  | Goswin Nickel          | 1652–1664       |                                                                            |
| 11.º                  | Giovanni Paolo Oliva   | 1664–1681       |                                                                            |
| 12.º                  | Charles de Noyelle     | 1682–1686       |                                                                            |
| 13.º                  | Tirso González         | 1687–1705       |                                                                            |
| 14.º                  | Michelangelo Tamburini | 1706–1730       |                                                                            |
| 15.º                  | Frantisek Retz         | 1730–1750       |                                                                            |
| 16.º                  | Ignazio Visconti       | 1751–1755       |                                                                            |
| 17.º                  | Luigi Centurione       | 1755–1757       |                                                                            |
| 18.º                  | Lorenzo Ricci          | 1758–1775       |                                                                            |
| Supressão 1773  1814 |                        |                 |                                                                            |
| 19.º                  | Tadeusz Brzozowski     | 1814–1820       |                                                                            |
| 20.º                  | Luigi Fortis           | 1820–1829       |                                                                            |
| 21.º                  | Jan Roothaan           | 1829–1853       |                                                                            |
| 22.º                  | Pieter Jean Beckx      | 1853–1887       |                                                                            |
| 23.º                  | Anton Maria Anderledy  | 1887–1892       |                                                                            |
| 24.º                  | Luis Martin            | 1892–1906       |                                                                            |
| 25.º                  | Franz Xavier Wernz     | 1906–1914       |                                                                            |
| 26.º                  | Wlodimir Ledochowski   | 1915–1942       | a guerra atrasou a eleição de seu sucessor.                                |
| 27.º                  | Jean-Baptiste Janssens | 1946–1964       |                                                                            |
| 28.º                  | Pedro Arrupe           | 1965–1983       | Após um AVC em 1981, foi substituído por Paolo Dezza, delegado pontifício. |
| 29.º                  | Peter Hans Kolvenbach  | 1983–2008       | Renunciou em 2008.                                                         |
| 30.º                  | Adolfo Nicolás         | 2008–2016       | Renunciou em 2016.                                                         |
| 31.º                  | Arturo Sosa            | 2016–Em funções |                                                                            |

## Linha do tempo
A presente linha do tempo percorre o período compreendido entre 
1534, início do pontificado de Paulo III, 
até a data atual. 
Faz-se a correspondência dos períodos de governo dos prepósitos gerais da Companhia de Jesus 
com os períodos dos papados.